# Olho d'Água
Olho d'Água é um município brasileiro do estado da Paraíba, localizado na Região Geográfica Imediata de Patos. De acordo com o Censo 2010 do IBGE (Instituto Brasileiro de Geografia e Estatística), sua população é de 6 931 habitantes, com uma área territorial de 596 km².
O município apresenta ainda um distrito, localizado a cerca de 30 km da sede, denominado Distrito do Socorro e conhecido popularmente como Barrocão. Sua festa mais tradicional é a Festa de São João Batista, santo padroeiro da cidade.
Parte do município está incluída na área do Parque Nacional da Serra do Teixeira, um parque nacional e unidade de conservação brasileira de proteção integral à natureza, que além de Olho d'Água, estende-se por outros 11 municípios, alcançando uma área total de 61 095 hectares.

## História
Olho d´Água recebeu status de município pela lei estadual nº 2670 de 22 de dezembro de 1961, com território desmembrado de Piancó.

## Geografia
O município está incluído na área geográfica de abrangência do semiárido brasileiro, definida pelo Ministério da Integração Nacional em 2005.  Esta delimitação tem como critérios o índice pluviométrico, o índice de aridez e o risco de seca.
| Dados climatológicos para Olho d'Água | Dados climatológicos para Olho d'Água | Dados climatológicos para Olho d'Água | Dados climatológicos para Olho d'Água | Dados climatológicos para Olho d'Água | Dados climatológicos para Olho d'Água | Dados climatológicos para Olho d'Água | Dados climatológicos para Olho d'Água | Dados climatológicos para Olho d'Água | Dados climatológicos para Olho d'Água | Dados climatológicos para Olho d'Água | Dados climatológicos para Olho d'Água | Dados climatológicos para Olho d'Água | Dados climatológicos para Olho d'Água |
| Mês                                   | Jan                                   | Fev                                   | Mar                                   | Abr                                   | Mai                                   | Jun                                   | Jul                                   | Ago                                   | Set                                   | Out                                   | Nov                                   | Dez                                   | Ano                                   |
| ------------------------------------- | ------------------------------------- | ------------------------------------- | ------------------------------------- | ------------------------------------- | ------------------------------------- | ------------------------------------- | ------------------------------------- | ------------------------------------- | ------------------------------------- | ------------------------------------- | ------------------------------------- | ------------------------------------- | ------------------------------------- |
| Precipitação (mm)                     | 106,4                                 | 158,5                                 | 246,2                                 | 199,9                                 | 99,8                                  | 40                                    | 19,8                                  | 6                                     | 2,6                                   | 12,2                                  | 20                                    | 27,6                                  | 939,2                                 |
| Fonte: Atlas Pluviométrico da Paraíba |                                       |                                       |                                       |                                       |                                       |                                       |                                       |                                       |                                       |                                       |                                       |                                       |                                       |

## Infraestrutura
O abastecimento hídrico da zona urbana municipal é garantido pelas águas do Açude Buiu, que localiza-se na zona rural do município e tem capacidade para até 70 757 250 metros cúbicos (m3).
Nota linguística: de acordo com as normas gramaticais para a escrita de nomes próprios em português, a palavra olho-d'água tem necessariamente hífen, sendo portanto Olho-d'Água a grafia prescrita do município.